# Aloe ballyi
Aloe ballyi är en grästrädsväxtart som beskrevs av Gilbert Westacott Reynolds. Aloe ballyi ingår i släktet Aloe och familjen grästrädsväxter. IUCN kategoriserar arten globalt som starkt hotad. Inga underarter finns listade i Catalogue of Life.